# Суражское гетто (Витебская область)
Гетто в Су́раже (июль 1941 — 2 августа 1941) — еврейское гетто, место принудительного переселения евреев посёлка Сураж Витебского района Витебской области и близлежащих населённых пунктов в процессе преследования и уничтожения евреев во время оккупации территории Белоруссии войсками нацистской Германии в период Второй мировой войны.

## Оккупация Суража и создание гетто
Городской посёлок Сураж был оккупирован немецкими войсками 12 июля 1941 года, и оккупация продлилась 2 года и 3,5 месяца — до 28 октября 1943 года. В захваченном местечке, кроме местных евреев, к этому времени находились и многие еврейские беженцы из Витебска и Яновичей.
Реализуя нацистскую программу уничтожения евреев, немцы создавали гетто почти во всех городах и населённых пунктах Беларуси, где проживало еврейское население. Так и в Сураже оккупанты организовали гетто, которое просуществовало менее месяца, — до начала августа 1941 года.

## Уничтожение гетто
В начале августа 1941 года немцы направили отряд эсэсовцев на уничтожение партизанского отряда «Батьки Миная» (Шмырёва М. Ф.). После неудавшейся операции озверевшие нацисты вернулись в Сураж и стали вымещать злость на евреях. Их согнали к зданию бывшей типографии, а тех, кто жил за Двиной — гнали вброд. Всего собрали около 400 человек, в большинстве это были женщины и около 50 детей. Всех погнали за Сураж к деревне Большая Любщина. Детей сбросили живыми в яму, накрыли брезентом и подожгли. Затем расстреляли и сбросили в яму остальных. В 1996 году останки этих расстрелянных (372 тела) были перезахоронены на старом еврейском кладбище Суража.
Остальных суражских евреев (620 человек) убили 12 августа 1941 года. Большинство из них были расстреляны или закопаны живыми около деревни Большая Любщина, в районе суражского льнозавода — во рву ручья Городище. Перед смертью обреченных людей заставляли раздеваться и всячески над ними издевались. Детей бросали в яму живыми. Большинство женщин перед убийством насиловали и тоже закапывали живыми.
В живых оставили только одного еврея-часовщика, которого «бобики» (так в народе презрительно называли полицаев) заставили исполнить какую-то работу и вскоре тоже убили.

## Память
Жертвам геноцида евреев в Сураже установлены 2 памятника на старом еврейском кладбище (возле деревни Шапурово), куда был перенесён их прах, а на самом месте массового убийства возле льнозавода установлена каменная плита.
Опубликованы неполные списки жертв геноцида евреев в Сураже.